# Nova Boa Vista
Nova Boa Vista – miasto i gmina w Brazylii, w stanie Rio Grande do Sul. Znajduje się w mezoregionie Noroeste Rio-Grandense i mikroregionie Carazinho.